# Centaurium pulchellum
Centaurium pulchellum là một loài thực vật có hoa trong họ Long đởm. Loài này được (Sw.) Druce mô tả khoa học đầu tiên năm 1898.